# Jiří Bělohlávek
Jiří Bělohlávek (24. února 1946 Praha – 31. května 2017 Praha) byl český dirigent a pedagog. V roce 1994 založil Pražskou komorní filharmonii (dnes PKF – Prague Philharmonia) a na postu jejího šéfdirigenta působil až do roku 2005. V letech 1977–1990 působil jako šéfdirigent Symfonického orchestru hlavního města Prahy FOK. Od roku 1995 vyučoval na pražské Akademii múzických umění. Mezi jeho žáky patří dirigenti Jakub Hrůša a Marko Ivanović.[zdroj⁠?!] V letech 2006–2012 byl šéfdirigentem BBC Symphony Orchestra a od září 2012 převzal dirigentské vedení České filharmonie.
Spolupracoval s Berlínskou filharmonií, Newyorskou filharmonií či Bostonským symfonickým orchestrem. Pravidelně vystupoval na hudebních festivalech v Montreux, Perthu, Edinburghu či Tanglewoodu. V rámci dirigování oper řídil inscenace v Berlínské opeře, v Covent Garden, v newyorské Metropolitní opeře (Káťa Kabanová, Evžen Oněgin), v pařížské Opeře Bastille (Rusalka, Julietta, Prodaná nevěsta), Vídeňské státní opeře a dalších. Působil také jako prezident Mezinárodního hudebního festivalu Pražské jaro.

## Život
Jiří Bělohlávek směřoval svůj život k hudbě již od raného dětství, kdy zpíval v Kühnově dětském sboru pod vedením Markéty Kühnové. Studia dirigování započal na pražské konzervatoři, kde také studoval hru na violoncello, a pokračoval v nich na Akademii múzických umění. V roce 1970 se stal vítězem soutěže mladých dirigentů, v roce 1971 byl finalistou Mezinárodní dirigentské soutěže Herberta von Karajana. Bral mistrovské hodiny od Sergiu Celibidacheho, s nímž poté spolupracoval ve Stockholmu.
Prvním hudebním tělesem, které vedl, byla v letech 1972–1978 Státní filharmonie Brno. Mezi lety 1977–1990 byl šéfdirigentem Symfonického orchestru hlavního města Prahy FOK. Dlouholetá spolupráce s Českou filharmonií, kde působil od roku 1981 jako stálý dirigent, vyvrcholila po sametové revoluci pozicí šéfdirigenta v letech 1990–1992.
V roce 1994 založil Pražskou komorní filharmonii (dnes PKF – Prague Philharmonia), v jejímž čele stál až do roku 2005. Společně vystoupili mj. na festivalu BBC Proms. „Svému“ orchestru byl věrný až do konce života jako významný podporovatel, pravidelný host koncertních sezon a prezident Nadace PKF. Vpravdě symbolicky se s PKF po 23 letech spolupráce uzavřela umělecká cesta Jiřího Bělohlávka dne 7. května 2017 v Poličce na jeho posledním koncertě.
Za nahrávku 3. a 4. symfonie Bohuslava Martinů s Českou filharmonií byl nominován na cenu Grammy za rok 2005.

### Divadelní spolupráce
Od roku 1977 spolupracoval s operou Národního divadla kde v roce 1984 debutoval s Řeckými pašijemi Bohuslava Martinů. Od roku 1994 byl hlavním hostujícím dirigentem Národního divadla. K vlastnímu nastudování dostal na první české scéně premiérovou příležitost s Její pastorkyní Leoše Janáčka v roce 1997. Mezi další inscenace patří mj. Carmen, Čertova stěna, Rusalka či Osud od Leoše Janáčka.
V roce 2004 debutoval v newyorské Metropolitní opeře, kde převzal po Charlesi Mackerrasovi jeho nastudování Janáčkovy opery Káťa Kabanová z roku 1991. Dále zde v roce 2007 řídil Janáčkovu Její pastorkyňu, v roce 2009 Čajkovského Evžena Oněgina a Dvořákovu Rusalku. V roce 2012 další Janáčkovu operu – Káťu Kabanovou.
V rámci své kariéry dále spolupracoval s pařížskou Operou Bastille (Rusalka, Julietta, Prodaná nevěsta), londýnskou operou v Covent Garden, na festivalu v Glyndebourne (Její pastorkyňa, Tristan a Isolda). V roce 2016 nastudoval Její pastorkyňu také v San Francisco Opera.

### Šéfdirigent BBC Symphony Orchestra (2006–2012)
V letech 2006–2012 působil jako šéfdirigent londýnského BBC Symphony Orchestra, u něhož debutoval v roce 1995 uvedením Eposu o Gilgamešovi od Bohuslava Martinů a vysloužil si na pět let roli hlavního hostujícího dirigenta. Na konci roku 2007 zaujalo jeho dirigování ojedinělého berlínského uvedení kompletního cyklu symfonických básní Bedřicha Smetany Má vlast, za pultem Berlínských filharmoniků.
V letech 2007, 2010 a 2012 řídil závěrečný koncert festivalu BBC Proms – Last Night of the Proms a stal se vůbec prvním umělcem z neanglofonní země, jemuž byl tento úkol svěřen. V Londýně v července 2010 v rámci otvíracího koncertu stejného festivalu, BBC Proms, úspěšně v rámci oslav 150. výročí Mahlerova narození provedl jeho Symfonii č. 8 se Symfonickým orchestrem BBC. Se svým působením v symfonickém orchestru BBC se rozloučil v rámci finálního večera BBC Proms v roce 2012.
V dubnu 2012 mu byl udělen Řád britského impéria (Commander, CBE), za „službu hudbě“.

### Vedení České filharmonie (2012–2017)

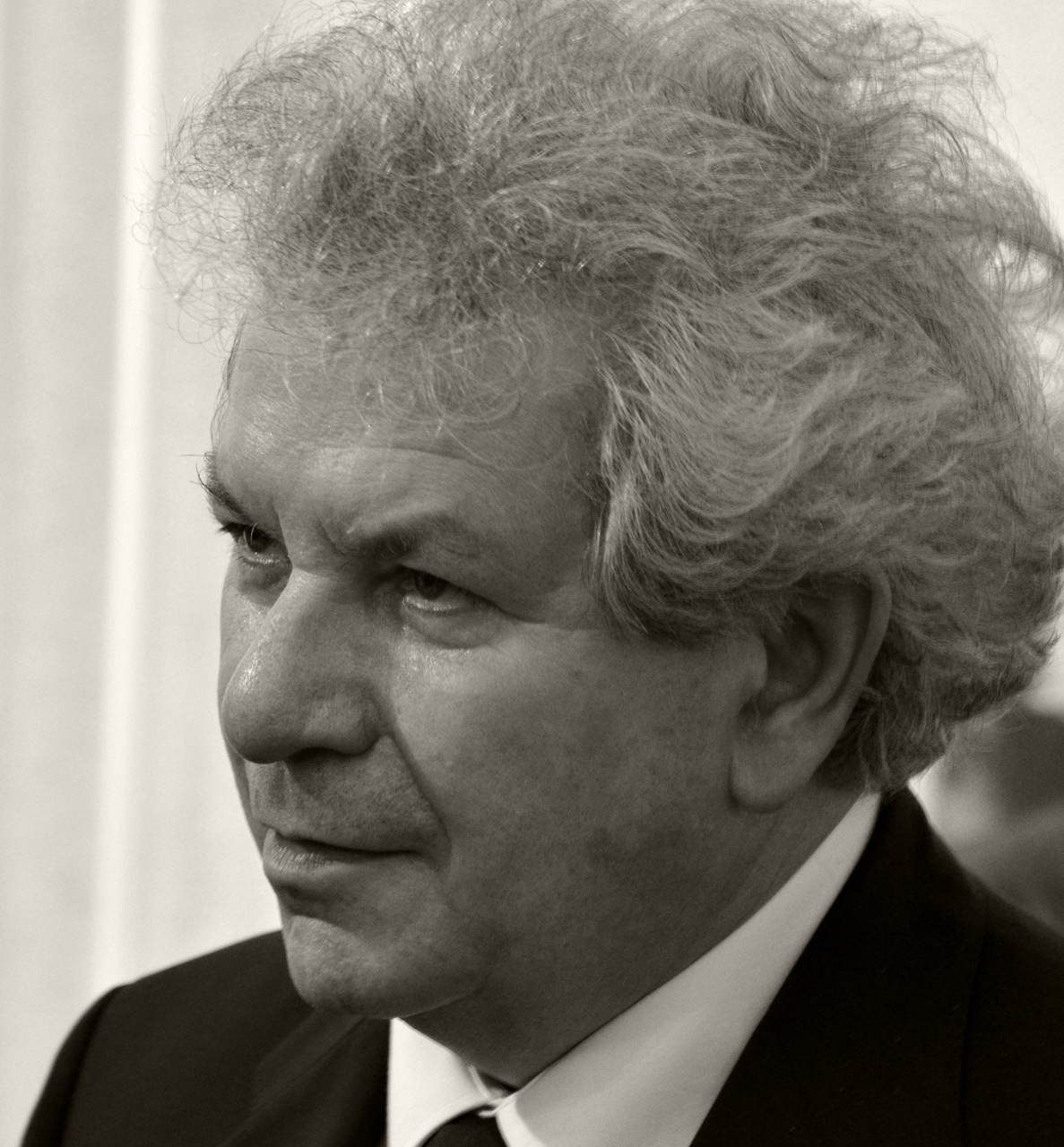
Jiří Bělohlávek (2013)

V září 2012 se ujal funkce šéfdirigenta a hudebního ředitele České filharmonie. Pod jeho taktovkou orchestr vystoupil mimo jiné v newyorské Carnegie Hall, v sále Berlínské filharmonie či v Royal Albert Hall v rámci hudebního festivalu Proms. V dubnu 2014 nahrál s Českou filharmonií kompletní edici všech devíti symfonií Antonína Dvořáka u hudebního vydavatelství Decca. Tato nahrávka, jež také obsahuje Dvořákův houslový, cellový a klavírní koncert, byla považována za „novou kanonickou verzi této části Dvořákova díla“.
V rámci koncertů České filharmonie se snažil prosazovat díla českých skladatelů, především poté Bohuslava Martinů, Leoše Janáčka, Otakara Ostrčila či Josefa Bohuslava Foerstera. Rád také do programů zařazoval méně známá díla Antonína Dvořáka a Bedřicha Smetany.
Akademie múzických umění v Praze mu 22. února 2016 udělila čestný doktorát.
Smlouvu s Českou filharmonií prodloužil 1. ledna 2017 až do sezóny 2021/2022 a v té souvislosti uvedl, že by mělo jít o jeho finální angažmá.
Podzim života prožil na Zadní Kopanině v pražských Řeporyjích. Byla po něm pojmenována ulice v Praze-Stodůlkách.

### Úmrtí
Zemřel 31. května 2017 a byl pohřben na Vyšehradském hřbitově.
V pražském Rudolfinu se 18. června 2017 konal smuteční koncert na jeho počest. Při této příležitosti zaznělo Stabat Mater Antonína Dvořáka v provedení České filharmonie pod taktovkou Bělohlávkova žáka, dirigenta Jakuba Hrůši. Pěveckých sól se ujali Kateřina Kněžíková (soprán), Kateřina Jalovcová (mezzosoprán), Pavel Černoch (tenor), Jan Martiník (bas), kteří vystoupili společně s Pražským filharmonickým sborem pod vedením Lukáše Vasilka.